# Élections américaines de la Chambre des représentants de 2000
Les élections pour la Chambre des représentants des États-Unis se tiennent le 7 novembre 2000. Le Parti républicain conserve une courte majorité de trois sièges (221 contre 212 pour le Parti démocrate) en faisant la plus courte majorité d'un parti à la Chambre depuis celle de 1952.
C'est la troisième élection consécutive où le Parti démocrate gagne des sièges sur le Parti républicain mais sans obtenir la majorité. Comme lors des élections de 1990, les deux partis perdent des voix au profit du Parti libertarien, du Parti vert et d'autres parties tiers (mais ceux-ci n'obtiennent aucun siège) et de candidats indépendants (deux sont élus).
Lors de cet Election Day se déroule également l'élection présidentielle qui voit la victoire de justesse du Républicain George W. Bush sur le vice-président sortant démocrate Al Gore.
Cette élection à la Chambre voit l'arrivée de nouveaux venus dont le futur vice-président Mike Pence, les futurs sénateurs Jeff Flake, Mark Kirk et Shelley Moore Capito, la future secrétaire au Travail Hilda Solis, le futur gouverneur de l'Idaho Butch Otter, le futur leader de la majorité à la Chambre Eric Cantor et le futur lieutenant-gouverneur du Montana Denny Rehberg. Le futur président Barack Obama avait échoué à obtenir lors des primaires, l'investiture démocrate pour l'élection au siège du 1er district congressionnel de l'Illinois.
Ce fut la dernière élection de la Chambre des représentants basée sur les districts découpés selon le recensement fédéral de 1990

## Résultats
|        |                   |       |               |            |      |     |
| Partis | Partis            | Siège | +/-           | Voix       | %    | +/- |
|        | Parti républicain | 221   | 2             | 46 992 383 | 47.6 | 0.8 |
|        | Parti démocrate   | 212   | 1             | 46 582 167 | 47.1 | 0.2 |
|        | Parti libertarien | 0     | =             | 1 610 292  | 1.6  | 0.3 |
|        | Indépendants      | 2     | 1             | 683 098    | 0.7  | 0.1 |
|        | Autres partis     | 0     | =             | 2 984 358  | 3    | 0.6 |
| Total  | Total             | 435   | en stagnation | 98 799 963 | 100  | –   |